# 民族复兴爱国运动

民族复兴爱国运动标志

民族复兴爱国运动（波蘭語：Patriotyczny Ruch Odrodzenia Narodowego，缩写为PRON）是波兰人民共和国历史上的一个统一战线组织。该组织出现于1981年12月波兰救国军事委员会实行戒严后。该组织最初取名为公民救国委员会，不久改名为民族复兴公民委员会。1982年7月，该组织发表民族复兴宣言，并正式定名为“民族复兴爱国运动”。该组织宣称支持波兰统一工人党政府的各项政策，并以“社会主义革新、复兴、民族和解”为宗旨；同年12月，该组织召开第一次会议，选举产生全国领导机构临时委员会。1983年5月，该组织的第一次代表大会召开，选出由400人组成的全国委员会、由60人组成的执行委员会以及由11人组成的执行委员会主席团，独立人士扬·多布拉钦斯基当选为全国委员会主席。该组织声称，其覆盖范围比民族团结阵线更为广泛，不仅包括3个合法政党（波兰统一工人党、统一人民党和民主党），还包括3个世俗教会组织（PAX协会、基督教社会协会和波兰天主教社会联盟）、各类社会团体和各界代表；同年10月，波兰修改宪法，确认民族复兴爱国运动的存在，并以其取代民族团结阵线的地位。1989年8月，该组织停止活动；同年11月8日，正式解散。